# Liste der Regierungen Ghanas
Die Liste der Regierungen Ghanas führt chronologisch die militärische oder demokratische Regierungen des westafrikanischen Staates Ghana seit der Unabhängigkeit im Jahr 1957 auf.
Hauptartikel: Siehe die Artikel zu den einzelnen Regierungen oder als Allgemeinüberblick: die Geschichte Ghanas
| Regierungen Ghanas                     | Regierungen Ghanas                   | Regierungen Ghanas                                             |
| Zeitraum                               | Regierung                            | Anmerkungen                                                    |
| -------------------------------------- | ------------------------------------ | -------------------------------------------------------------- |
| Unabhängigkeitsprozess (1957–1960)     |                                      |                                                                |
| 6. März 1957 – 1. Juli 1960            | Regierung Nkrumah                    | Präsident Kwame Nkrumah                                        |
| Erste Republik (1960–1966)             |                                      |                                                                |
| 1. Juli 1960 – 24. Februar 1966        | Regierung Nkrumah                    | Präsident Kwame Nkrumah                                        |
| Militärregierung (1966–1969)           |                                      |                                                                |
| 24. Februar 1966 – 30. September 1969  | National Liberation Council          | Präsident Joseph Arthur Ankrah                                 |
| Zweite Republik (1969–1972)            |                                      |                                                                |
| 1. Oktober 1969 – 7. August 1970       | Presidential Commission of Ghana     | Präsident Akwasi Afrifa                                        |
| 7. August 1970 – 31. August 1970       | Presidential Commission of Ghana     | Präsident Nii Amaa Ollennu                                     |
| 31. August 1970 – 13. Januar 1972      | Regierung Busia                      | Präsident Edward Akufo-Addo, Premierminister Kofi Abrefa Busia |
| Militärregierung (1972–1979)           |                                      |                                                                |
| 13. Januar 1972 – 8. Oktober 1975      | National Redemption Council          | Präsident Ignatius Kutu Acheampong                             |
| 9. Oktober 1975 – 5. Juli 1978         | Supreme Military Council             | Präsident Ignatius Kutu Acheampong                             |
| 5. Juli 1978 – 4. Juni 1979            | Supreme Military Council             | Präsident Fred Akuffo                                          |
| 4. Juni 1979 – 24. September 1979      | Armed Forces Revolutionary Council   | Präsident Jerry Rawlings                                       |
| Dritte Republik (1979–1981)            |                                      |                                                                |
| 24. September 1979 – 31. Dezember 1981 | Regierung Limann                     | Präsident Hilla Limann                                         |
| Militärregierung (1981–1993)           |                                      |                                                                |
| 31. Dezember 1981 – 7. Januar 1993     | Provisional National Defence Council | Präsident Jerry Rawlings                                       |
| Vierte Republik (seit 1993)            |                                      |                                                                |
| 7. Januar 1993 – 7. Januar 2001        | Regierung Rawlings                   | Präsident Jerry Rawlings                                       |
| 7. Januar 2001 – 7. Januar 2009        | Regierung Kufuor                     | Präsident John Agyekum Kufuor                                  |
| 7. Januar 2009 – 24. Juli 2012         | Regierung Atta-Mills                 | Präsident John Atta-Mills                                      |
| 24. Juli 2012 – 7. Januar 2017         | Regierung Mahama                     | Präsident John Dramani Mahama                                  |
| seit 7. Januar 2017                    | Regierung Akufo-Addo                 | Präsident Nana Akufo-Addo                                      |